# Campionato svizzero di scacchi
Il Campionato svizzero di scacchi si svolge annualmente in Svizzera nel mese di luglio per determinare il campione nazionale di scacchi.
Fin dalla prima edizione, svoltasi nel 1889, il torneo è stato giocato con la formula del girone all'italiana tra dieci giocatori, aperto sia a giocatori nazionali che esteri. Il titolo di campione svizzero era tuttavia riservato al giocatore svizzero con il miglior piazzamento sino al 2008, quando per aumentare le opportunità di conseguire titoli internazionali ai giocatori svizzeri e per rendere il torneo maggiormente attrattivo nei confronti dei giocatori esteri, il formato del campionato è stato modificato, creando un ciclo di due anni: in quelli pari il torneo è riservato ai giocatori svizzeri, mentre in quelli dispari è aperto a scacchisti di tutto il mondo.
Le due guerre mondiali hanno impedito lo svolgimento del campionato in alcuni anni, ma a causa della neutralità del paese l'evento è stato meno colpito di altri campionati nazionali. Nel 1968 il campionato non fu tenuto per evitare la sovrapposizione con le Olimpiadi degli scacchi tenutesi a Lugano.
È organizzato dalla Federazione scacchistica svizzera (FSS, nota in tedesco come SSB e in francese come FCE).
Diversi giocatori hanno vinto più titoli nella loro carriera; lo scacchista maggiormente titolato è Hans Johner, con dodici vittorie in un arco di quarantadue anni. Inoltre Joe Gallagher, cinque volte campione, avendo doppia nazionalità, ha vinto anche il campionato britannico nel 2001. La già Campionessa del mondo Aleksandra Kostenjuk è stata nel 2013 la prima donna a vincere il titolo assoluto.

## Albo d'oro
| Anno | Luogo                        | Campione assoluto                                              | Campionessa femminile                  |
| ---- | ---------------------------- | -------------------------------------------------------------- | -------------------------------------- |
| 1889 | Zurigo                       | Max Pestalozzi Artur Poplawski                                 | Non disputato                          |
| 1890 | Winterthur                   | Max Pestalozzi Artur Poplawski                                 | Non disputato                          |
| 1892 | Basilea                      | Oscar Corrodi Hans Fahrni                                      | Non disputato                          |
| 1893 | Berna                        | Alex Popoff                                                    | Non disputato                          |
| 1895 | Zurigo                       | Ulrich Bachmann                                                | Non disputato                          |
| 1896 | Lucerna                      | Ulrich Bachmann Alfred Stooss                                  | Non disputato                          |
| 1897 | Aarau                        | Hermann Sack                                                   | Non disputato                          |
| 1898 | Basilea                      | Ulrich Bachmann                                                | Non disputato                          |
| 1899 | Losanna                      | Moriz Henneberger                                              | Non disputato                          |
| 1900 | Berna                        | Andreas Duhm                                                   | Non disputato                          |
| 1901 | San Gallo                    | Max Pestalozzi Eugen Meyer Andreas Duhm Hans Duhm              | Non disputato                          |
| 1902 | Bienne                       | Eugen Meyer                                                    | Non disputato                          |
| 1903 | Zurigo                       | Ernst Müller                                                   | Non disputato                          |
| 1904 | Lucerna                      | Walter Henneberger                                             | Non disputato                          |
| 1905 | Neuchâtel                    | Alfred Hänni                                                   | Non disputato                          |
| 1906 | Basilea                      | Moriz Henneberger Walter Henneberger                           | Non disputato                          |
| 1907 | Sciaffusa                    | Dietrich Duhm Paul Johner Karl Kunz                            | Non disputato                          |
| 1908 | Berna                        | Hans Johner Paul Johner                                        | Non disputato                          |
| 1909 | Zurigo                       | Moriz Henneberger                                              | Non disputato                          |
| 1910 | Ginevra                      | Oskar Naegeli                                                  | Non disputato                          |
| 1911 | Davos                        | Moriz Henneberger Walter Henneberger Kurt Krantz Erwin Voellmy | Non disputato                          |
| 1912 | Losanna                      | Walter Henneberger                                             | Non disputato                          |
| 1913 | Basilea                      | Andreas Duhm                                                   | Non disputato                          |
| 1914 | Montreux                     | Dietrich Duhm Moriz Henneberger                                | Non disputato                          |
| 1920 | San Gallo                    | Erwin Voellmy                                                  | Non disputato                          |
| 1922 | Neuchâtel                    | Erwin Voellmy                                                  | Non disputato                          |
| 1923 | Berna                        | Hans Johner                                                    | Non disputato                          |
| 1924 | Interlaken                   | Otto Zimmermann                                                | Non disputato                          |
| 1925 | Zurigo                       | Paul Johner                                                    | Non disputato                          |
| 1926 | Ginevra                      | Walter Michel                                                  | Non disputato                          |
| 1927 | Bienne                       | Adolf Staehelin                                                | Non disputato                          |
| 1928 | Basilea                      | Hans Johner Paul Johner                                        | Non disputato                          |
| 1929 | Sciaffusa                    | Hans Johner                                                    | Non disputato                          |
| 1930 | Losanna                      | Paul Johner                                                    | Non disputato                          |
| 1931 | Winterthur                   | Hans Johner                                                    | Non disputato                          |
| 1932 | Berna                        | Hans Johner Paul Johner                                        | Non disputato                          |
| 1934 | Zurigo                       | Hans Johner                                                    | Non disputato                          |
| 1935 | Aarau                        | Hans Johner                                                    | Non disputato                          |
| 1936 | Lucerna                      | Oskar Naegeli                                                  | Non disputato                          |
| 1937 | Interlaken                   | Hans Johner                                                    | Non disputato                          |
| 1938 | Basilea                      | Hans Johner                                                    | Non disputato                          |
| 1939 | Montreux                     | Henri Grob                                                     | Non disputato                          |
| 1941 | Aarau, Basilea Berna, Zurigo | Fritz Gygli                                                    | Non disputato                          |
| 1942 | Losanna                      | Jules Ehrat                                                    | Non disputato                          |
| 1943 | San Gallo                    | Martin Christoffel                                             | Non disputato                          |
| 1944 | Vevey                        | Paulin Lob                                                     | Non disputato                          |
| 1945 | Lugano                       | Martin Christoffel                                             | Non disputato                          |
| 1946 | Winterthur                   | Ernst Strehle                                                  | Mathilde Laeuger-Gasser                |
| 1947 | Neuchâtel                    | Hans Johner                                                    | Non disputato                          |
| 1948 | Berna                        | Martin Christoffel                                             | Elisabeth Schild                       |
| 1949 | Sciaffusa                    | Serge Tordion                                                  | Non disputato                          |
| 1950 | Lucerna                      | Hans Johner                                                    | Elisabeth Schild                       |
| 1951 | Ginevra                      | Henri Grob                                                     | Lina Wiget                             |
| 1952 | Zurigo                       | Martin Christoffel                                             | Non disputato                          |
| 1953 | Soletta                      | Max Blau                                                       | Anna Näpfer                            |
| 1954 | Basilea                      | Josef Kupper                                                   | Elisabeth Schild                       |
| 1955 | Rapperswil                   | Max Blau                                                       | Anna Näpfer                            |
| 1956 | Thun                         | Max Blau                                                       | Anna Näpfer                            |
| 1957 | Losanna                      | Josef Kupper                                                   | Madeleine Batchinsky-Gaille            |
| 1958 | Lugano                       | Dieter Keller                                                  | Anna Näpfer                            |
| 1959 | Bienne                       | Paulin Lob                                                     | Anna Näpfer                            |
| 1960 | Balgach                      | Dieter Keller                                                  | Anna Näpfer                            |
| 1961 | Interlaken                   | Dieter Keller                                                  | Madeleine Batchinsky-Gaille            |
| 1962 | San Gallo                    | Josef Kupper                                                   | Non disputato                          |
| 1963 | Basilea                      | Dieter Keller                                                  | Mathilde Laeuger                       |
| 1964 | Montreux                     | Marcel Markus                                                  | Monique Petit                          |
| 1965 | Berna                        | Marcel Markus                                                  | Maria Fässler Cécile Huser K. Fischler |
| 1966 | Lugano                       | Edwin Bhend                                                    | Mathilde Laeuger                       |
| 1967 | Bienne                       | Max Blau                                                       | Anna Näpfer                            |
| 1969 | Lucerna                      | André Lombard                                                  | Myrta Ludwig                           |
| 1970 | Riehen                       | André Lombard                                                  | Anna Näpfer                            |
| 1971 | Winterthur                   | Heinz Schaufelberger                                           | Elsa Lüssy                             |
| 1972 | Locarno                      | Heinz Schaufelberger                                           | Carla Wettstein                        |
| 1973 | Weggis                       | André Lombard                                                  | Elsa Lüssy                             |
| 1974 | Wettingen                    | André Lombard                                                  | Trudy André                            |
| 1975 | Zurigo                       | Werner Hug                                                     | Carla Wettstein                        |
| 1976 | Ascona                       | Hansjürg Kaenel                                                | Anna Näpfer                            |
| 1977 | Muttenz                      | André Lombard                                                  | Myrta Ludwig                           |
| 1978 | Sankt Moritz                 | Hansjürg Kaenel                                                | Myrta Ludwig                           |
| 1979 | Bienne                       | Heinz Wirthensohn                                              | Monique Ruck-Petit                     |
| 1980 | Ascona                       | Hansjürg Kaenel                                                | Theres Leu                             |
| 1981 | Bienne                       | Heinz Wirthensohn                                              | Vanda Veprek-Bilinski                  |
| 1982 | Silvaplana                   | Viktor Korčnoj                                                 | Claude Baumann                         |
| 1983 | Baden                        | Andreas Huss                                                   | Erika Vogel                            |
| 1984 | Arosa                        | Viktor Korčnoj                                                 | Tat'jana Lemačko                       |
| 1985 | Silvaplana                   | Viktor Korčnoj                                                 | Anne Knecht                            |
| 1986 | Basilea                      | Markus Klauser                                                 | Tat'jana Lemačko                       |
| 1987 | Lenk                         | Richard Gerber                                                 | Claude Baumann                         |
| 1988 | Silvaplana                   | Roland Ekström                                                 | Claude Baumann                         |
| 1989 | Bienne                       | Beat Züger                                                     | Evi Reimer                             |
| 1990 | Arosa                        | Ivan Nemet                                                     | Silvia Schladetzky                     |
| 1991 | Chiasso                      | Jean Luc Costa                                                 | Claude Baumann                         |
| 1992 | Leukerbad                    | Heinz Wirthensohn                                              | Evi Grünenwald-Reimer                  |
| 1993 | Silvaplana                   | Jean Luc Costa                                                 | Barbara Hund                           |
| 1994 | Lucerna                      | Lukas Brunner                                                  | Shahanah Schmid                        |
| 1995 | Villars-sur-Ollon            | Yannick Pelletier                                              | Tat'jana Lemačko                       |
| 1996 | Arosa                        | Viktor Gavrikov                                                | Evi Grünenwald-Reimer                  |
| 1997 | Silvaplana                   | Joe Gallagher                                                  | Tat'jana Lemačko                       |
| 1998 | Engelberg                    | Joe Gallagher                                                  | Catherine Thürig                       |
| 1999 | Grächen                      | Roland Ekström                                                 | Shahanah Schmid                        |
| 2000 | Pontresina                   | Yannick Pelletier                                              | Evi Grünenwald-Reimer                  |
| 2001 | Scuol                        | Roland Ekström                                                 | Monika Seps                            |
| 2002 | Leukerbad                    | Yannick Pelletier                                              | Monika Seps                            |
| 2003 | Silvaplana                   | Florian Jenni                                                  | Tat'jana Lemačko                       |
| 2004 | Samnaun                      | Joe Gallagher                                                  | Tatjana Lemačko                        |
| 2005 | Saas-Almagell                | Joe Gallagher                                                  | Monika Seps                            |
| 2006 | Lenzerheide                  | Florian Jenni                                                  | Tat'jana Lemačko                       |
| 2007 | Leukerbad                    | Joe Gallagher                                                  | Monika Seps                            |
| 2008 | Samnaun                      | Roland Ekström                                                 | Tat'jana Lemačko                       |
| 2009 | Grächen                      | Viktor Korčnoj                                                 | Tat'jana Lemačko                       |
| 2010 | Lenzerheide                  | Yannick Pelletier                                              | Tat'jana Lemačko                       |
| 2011 | Leukerbad                    | Viktor Korčnoj                                                 | Aleksandra Kostenjuk                   |
| 2012 | Flims                        | Joe Gallagher                                                  | Monika Seps                            |
| 2013 | Grächen                      | Alexandra Kosteniuk                                            | Alexandra Kosteniuk                    |
| 2014 | Berna                        | Yannick Pelletier                                              | Gundula Heinatz                        |
| 2015 | Leukerbad                    | Vadim Milov                                                    | Alexandra Kosteniuk                    |
| 2016 | Flims                        | Noël Studer                                                    | Laura Stoeri                           |
| 2017 | Grächen                      | Yannick Pelletier                                              | Lena Georgescu                         |
| 2018 | Lenzerheide                  | Sebastian Bogner                                               | Gundula Heinatz                        |
| 2019 | Leukerbad                    | Noël Studer                                                    | Elena Sedina                           |
| 2020 | - non disputato -            | - non disputato -                                              | - non disputato -                      |
| 2021 | Flims                        | Joe Gallagher                                                  | Lena Georgescu                         |
| 2022 | Samnaun                      | Fabian Bänziger                                                | Lena Georgescu                         |
| 2023 | Leukerbad                    | Fabian Bänziger                                                | Sofiia Hryzlova                        |
| 2024 | Flims                        | Sebastian Bogner                                               | Mariia Manko                           |

## Campioni svizzeri di scacchi per corrispondenza
1. Karl Flatt  (1941-1942)
2. Jules Ehrat  (1943-1944)
3. Moriz Henneberger -  Walter Henneberger  (1946-1947)
4. Max Blau  (1948-1949)
5. Max Meier  (1950-1951)
6. Hans Selhofer  (1955-1956)
7. Irenée Egger - Josef Steiner  (1959-1960)
8. Otto Krausz  (1962-1963)
9. Edgar Walther  (1970-1971)
10. Jurij Janzek  (1981-1982)
11. Georg Weissen  (1984-1985)
12. Alex Crisovan  (1988-1989)
13. fabrice Liarder  (1991-1992)
14. Toni Thaler  (1993-1994)
15. Jens Uwe Klügel  (1995-1996)
16. Laurent Jacot  (1997-1998)
17. Martin Leutwyler  (2001-2003)
18. Patrick Hugentobler  (2004-2006)  [4]
19. Albi Gmür  (2006-2007)  [5]
20. Andreas Brugger  (2007-2009)  [6]
21. Rolf Scherer  (2009-2011)  [7]
22. Gilles Terreaux  (2011-2013)  [8]
23. Roger Mayer  (2013-2015)  [9]
24. Walter Steiger  (2015-2017)  [10]
25. Pablo Schmid  (2017-2019)  [11]
26. Reinhard Wegelin  (2019-2021)  [12]
27. Roger Mayer -  Stefan Salzmann - Oliver Killer -  Philippe Corbat  (2021-2023)  [13]